# Bulle Ogier

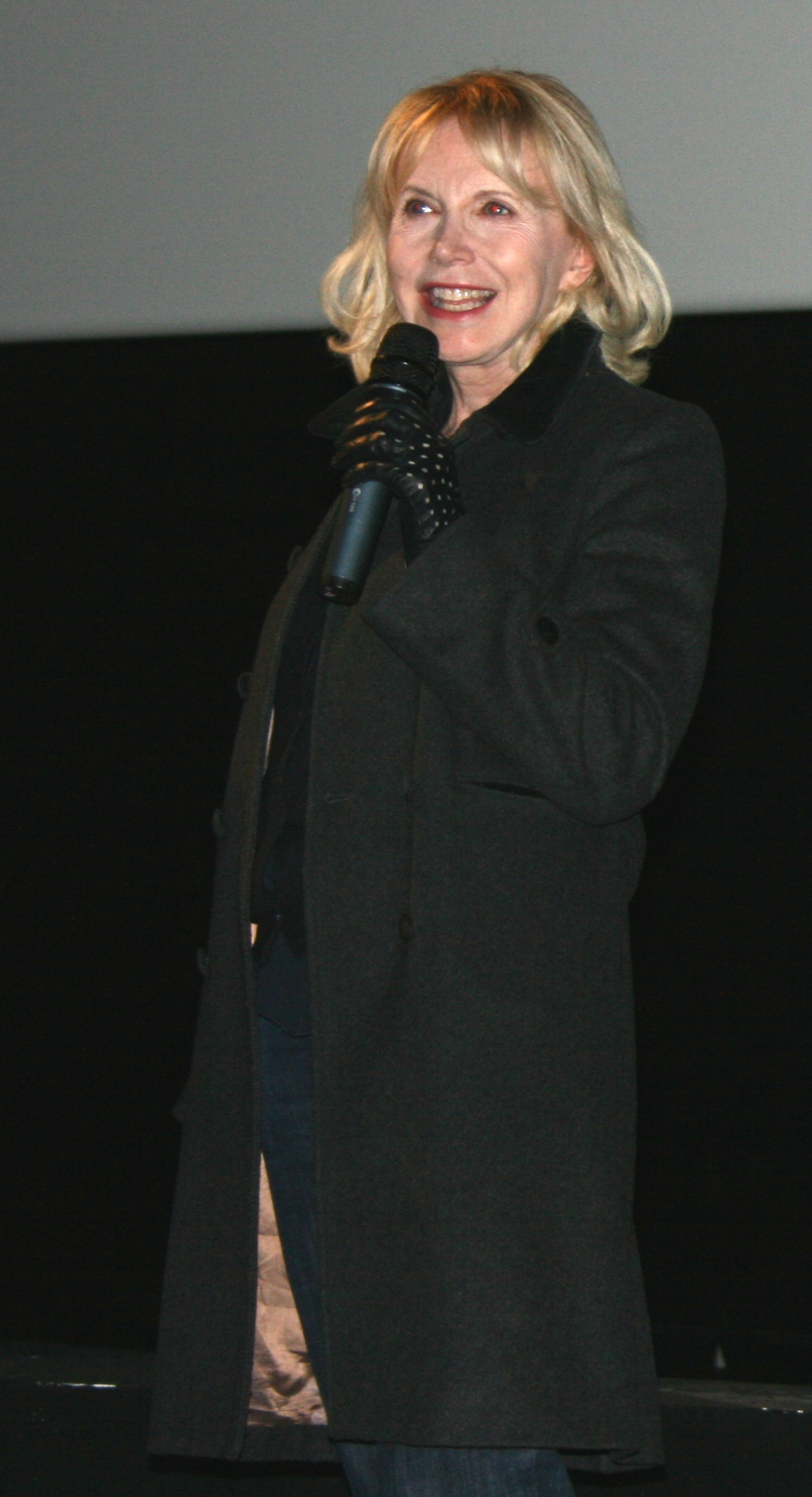
Bulle Ogier en la presentación de uno de sus filmes.

Bulle Ogier (nacida Marie-France Ogier) es una actriz francesa nacida en 1939 en Boulogne-Billancourt. Ha trabajado en teatro, cine y televisión. Está casada con el director y productor Barbet Schroeder.

## Filmografía
- 1966: Voilà l'ordre (cortometraje) de Jacques Baratier con Antoine, Philippe Clay, Claude Nougaro, Emmanuelle Riva, Boris Vian…
- 1968: Piège de Jacques Baratier
- 1968: Les idoles de Marc'O con Pierre Clémenti, Valérie Lagrange, Jean-Pierre Kalfon…: Gigi la loca
- 1969: Et crac de Jean Douchet
- 1969: L'amour fou de Jacques Rivette con Jean-Pierre Kalfon…: Claire
- 1969: Pierre et Paul de René Allio con Pierre Mondy, Madeleine Barbulée, Pierre Santini…: Martine
- 1969: Quarante-huit heures d'amour de Cécil Saint-Laurent: Pauline
- 1970: Paulina s'en va de André Téchiné: Paulina
- 1971: Les Stances à Sophie de Moshé Mizrahi: Julia
- 1971: La salamandre de Alain Tanner : Rosemonde
- 1971: Rendez-vous à Bray de André Delvaux según un relato de Julien Gracq con Anna Karina, Mathieu Carrière, Bobby Lapointe: Odile
- 1972: Out 1: Spectre de Jacques Rivette: Pauline / Émilie
- 1972: La vallée de Barbet Schroeder con Valérie Lagrange, Jean-Pierre Kalfon…: Viviane
- 1972: Le charme discret de la bourgeoisie de Luis Buñuel con Fernando Rey, Delphine Seyrig, Claude Piéplu, Michel Piccoli…: Florence
- 1973: Io e lui de Luciano Salce: Irene
- 1973: Le Gang des otages de Édouard Molinaro con Armand Mestral, Ginette Garcin… : Liliane Guerec
- 1973: Bel ordure de Jean Marboeuf: Marie
- 1973: 'M' comme Mathieu de Jean-François Adam: estudiante
- 1973: George qui? de Michèle Rosier: Marie Dorval
- 1973: Projection privée de François Leterrier: Camille
- 1973: Un ange au paradis de Jean-Pierre Blanc: Rita
- 1974: La Paloma de Daniel Schmid: la madre de Isidore
- 1974: Céline et Julie vont en bateau de Jacques Rivette con Marie-France Pisier, Juliet Berto, Philippe Clévenot, Barbet Schroeder, Jean-Claude Biette...: Camille
- 1974: Mariage de Claude Lelouch con Rufus, Caroline Cellier, Léon Zitrone: Janine
- 1975: Un ange passe de Philippe Garrel
- 1975: Un divorce heureux de Henning Carlsen: Marguerite
- 1976: Des journées entières dans les arbres de Marguerite Duras: Marcelle
- 1976: Jamais plus toujours de Yannick Bellon: Claire
- 1976: Flocons d'or (Goldflocken) de Werner Schroeter
- 1976: Duelle (une quarantaine) de Jacques Rivette: Viva
- 1976: Maîtresse de Barbet Schroeder avec Gérard Depardieu…: Ariane
- 1976: Sérail de Eduardo de Gregorio: Ariane
- 1979: Le Navire Night de Marguerite Duras
- 1979: Die dritte generation de Rainer Werner Fassbinder con Hanna Schygulla, Eddie Constantine… : Hilde Krieger
- 1979: La Mémoire courte de Eduardo de Gregorio: Geneviève Derhode
- 1980: Seuls de Francis Reusser: la mujer del pintor
- 1981: Le Pont du Nord de Jacques Rivette con Pascale Ogier: Marie
- 1981: Agatha et les lectures illimitées de Marguerite Duras
- 1982: Le Rose et le blanc de Robert Pansard-Besson: Jeanne
- 1983: La Derelitta de Jean-Pierre Igoux: Eva Stoffel
- 1984: Voyages d'une main de Raoul Ruiz
- 1984: Tricheurs de Barbet Schroeder: Suzie
- 1985: Aspern de Eduardo de Gregorio: Mlle Tita
- 1986: Mon cas de Manoel de Oliveira
- 1987: Das Weite Land de Luc Bondy: Genia
- 1988: La Bande des quatre de Jacques Rivette con Laurence Côte, Irène Jacob, Nathalie Richard: Constance
- 1988: Candy Mountain de Robert Frank y Rudy Wurlitzer: Cornelia
- 1991: Le Sommeil d'Adrien de Caroline Champetier
- 1991: Nord de Xavier Beauvois: la madre
- 1994: La Mort de Molière Robert Wilson: Madeleine Béjart (video)
- 1994: Personne ne m'aime de Marion Vernoux con Bernadette Lafont, Lio: Françoise
- 1994: Regarde les hommes tomber de Jacques Audiard: Louise
- 1994: Bête de scène de Bernard Nissile: la reina
- 1995: Fado majeur et mineur de Raoul Ruiz: Katia
- 1995: Circuit Carole de Emmanuelle Cuau: Jeanne
- 1995: N'oublie pas que tu vas mourir de Xavier Beauvois: la madre de Benoît
- 1996: Tout va mal de Marco Nicoletti
- 1996: Irma Vep de Olivier Assayas: Mireille
- 1998: Somewhere in the City de Ramin Niami: Brigitte
- 1998: Shattered Image de Raoul Ruiz
- 1998: Voleur de vie de Yves Angelo
- 1999: Au cœur du mensonge de Claude Chabrol: Évelyne Bordier
- 1999: Vénus beauté institut de Tonie Marshall con Nathalie Baye, Mathilde Seigner, Audrey Tautou…: Madame Nadine, la dueña
- 2000: La Confusion des genres de Ilan Duran Cohen: la mère de Laurence
- 2002: Novela de Cédric Anger
- 2002: Deux de Werner Schroeter: Anna, la adre
- 2002: Bord de mer de Julie Lopes-Curval: Rose
- 2002: Merci Docteur Rey de Andrew Litvack: Claude Sabrié
- 2003: Bienvenue au gîte de Claude Duty avec Julie Depardieu, Olivier Saladin… : Odile de Castellane
- 2003: Toutes ces belles promesses de Jean-Paul Civeyrac d’après Anne Wiazemsky avec Jeanne Balibar, Valérie Crunchant, Eva Truffaut, Renaud Bécard…: Béatrice
- 2004: La Fiancée de Nathalie Najem: la madre de Franck
- 2004: Mal de mer de Olivier Vinuesa: Denise
- 2005: Gentille de Sophie Fillières con Emmanuelle Devos, Bruno Todeschini…: Angèle
- 2006: Belle toujours de Manoel de Oliveira: Séverine Serizy
- 2007: La duquesa de Langeais (película) de Jacques Rivette: princesa de Blamont-Chauvry
- 2007: Faut que ça danse ! de Noémie Lvovsky: Geneviève
- 2008: Passe-passe de Tonie Marshall: Madeleine